# 劉太公
劉煓，字執嘉（？—前197年8月7日），戰國時代晚期到漢初時期沛郡豐邑（今江蘇省丰縣）人，是漢朝建立者劉邦的父親，尊号为太上皇，史稱劉太公。

## 有關其名
《史記》與《漢書》稱其為太公，其妻稱為劉媼，按「太公」與「媼」分別是對男性及女性老人的尊稱，並不是名字。《新唐書》稱劉太公本名為劉煓，字「執嘉」；《宋書》記載其本名為劉執嘉，稱其妻劉媼本名為「王含始」，其父名「劉仁」，而《史記》只稱其曰“太公”而不記其名。
顏師古認為，劉邦父母本名皆未曾記錄下來，所以《史記》只稱他為太公。後世史書記錄的名字，皆是由讖記而來，非正史記錄。日本學者佐竹靖彥認為劉邦家族出身平民，非為貴族，所以本無名字。史書所記載名字，皆是劉邦成為皇帝後才出現的。

## 生平
刘太公於劉邦由項羽封為漢王前，一直居於豐邑。漢元年（前206年），楚漢之爭始起，豐、沛被西楚項羽控制，劉邦派人迎接太公，但為項羽派兵所阻。次年，漢軍先是攻陷西楚都城彭城（今江蘇省徐州市銅山区），之後楚軍反攻，漢軍大敗（彭城之戰），太公遂與劉邦之妻呂雉等直旁系親人一同被楚軍所擒，经范增劝阻，被項羽當做人質。
漢四年（前203年），楚漢持續對峙，項羽把太公放到一個很高的砧板上面，威脅劉邦若不投降就烹殺太公，未料劉邦答道：「我和你一起接受楚後懷王的命令，結拜為兄弟，我父親就是你父親；你一定要煮你父親來吃，也請分我一杯羹！」項羽大怒，就要把太公殺掉，項伯勸阻項羽說：「爭奪天下的人不顧家庭，殺了人質無益，只有禍害。」，太公始能倖免。同年後不久，形勢於楚軍漸漸不利，項羽就把太公與呂雉等直旁系親人送還劉邦，以換取停戰，史稱鴻溝之約。
劉邦滅楚稱帝後，本來五天朝見太公一次，好像平常人家父子間的禮節一般。漢高帝六年（前201年），宮中的管家告訴太公：天無二日，太公雖貴為皇帝之父，實為人臣，不能讓皇帝對他拜見。後來劉邦再來拜見，太公拿著掃帚在門口恭敬相迎，告訴劉邦不能因他亂天下法，劉邦大驚，知道原因後就尊太公為太上皇。劉邦很欣賞管家的言論，賜他五百斤黃金。太公因此成為中國歷史上唯一未曾為君的太上皇，也是首位生前加尊号的太上皇。
《史記》和《漢書》有關太公於劉邦發跡前，和尊為太上皇之後的記載極缺乏。晉代小說式文獻《拾遗记》說太公在刘邦起兵前常佩一刀，长三尺，后投炉中冶炼成一把新剑，太公把新剑赐刘邦，刘邦长佩於身。汉朝一统天下后，吕后把这把剑藏於宝库之中。
《西京雜記》另有則故事說道，太公當上太上皇以後移居長安深宫，一直悶悶不樂。劉邦詢問才知道太公「以平生所好皆屠販少年。酤酒賣餘。鬥雞蹴踘。以此為歡。今皆無此。故以不樂」。劉邦於是營造新豐城，把太上皇過去一起娛樂的老朋友都搬遷進去，太上皇才高興起來。
漢高帝十年七月十四日（前197年8月7日），太公在櫟陽宮去世，後來葬於萬年（今陝西臨潼北）。

## 家庭

### 后妃
- 劉媼，昭靈，刘太公元配妻子。武哀侯劉伯、合阳侯劉喜、漢高帝劉邦、宣夫人之母，一說名為王含始。
- 某氏，太上皇后，为太上皇继妻，漢高祖繼母，《汉书》记载于前197年略早于太上皇去世，合葬万年陵。

### 子女
- 劉伯，长子，早逝，刘邦灭项羽后，为称帝作准备时追尊其为武哀侯。高后七年夏五月辛未（前181年6月14日）追尊为武哀王。
- 刘喜，次子，字仲，刘邦即帝位后封其为代王，但匈奴进攻时刘喜却弃国而逃，被废为合阳侯，孝惠帝二年（前193年）去世，因长子刘濞为吴王，故谥为顷王。
- 刘氏，女儿，名及事迹皆不详，劉邦称帝后追尊姐姐为宣夫人，高后七年夏五月辛未（前181年6月14日）追尊为昭哀后。[7]
- 刘邦，三子，字季，即汉高祖。西漢开国皇帝，廟號太祖，謚號高皇帝。
- 劉交，四子，字游，即楚元王。兄弟四人文化水平最高的一位。南北朝时期刘宋皇室先祖。